# 九七式中迫撃砲

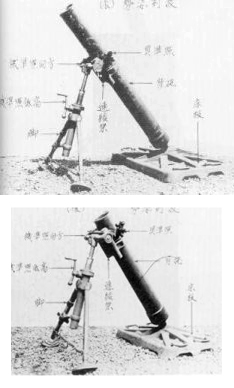
上:九七式中迫撃砲(長) 下：九七式中迫撃砲(短)

九七式中迫撃砲（97しきちゅうはくげきほう）は、大日本帝国陸軍の迫撃砲である。年式は皇紀2597年（昭和12年：西暦1937年）を示す九七式であるが、これは設計着手年度から取ったものと思われる。実際の制式制定は1942年（昭和17年）6月であった。
なお、先行する兵器である九六式中迫撃砲が制式制定されたのも1939年（昭和14年）4月であり、この点、年式と実際の制式制定年次に大きな相違がある。

## 概要

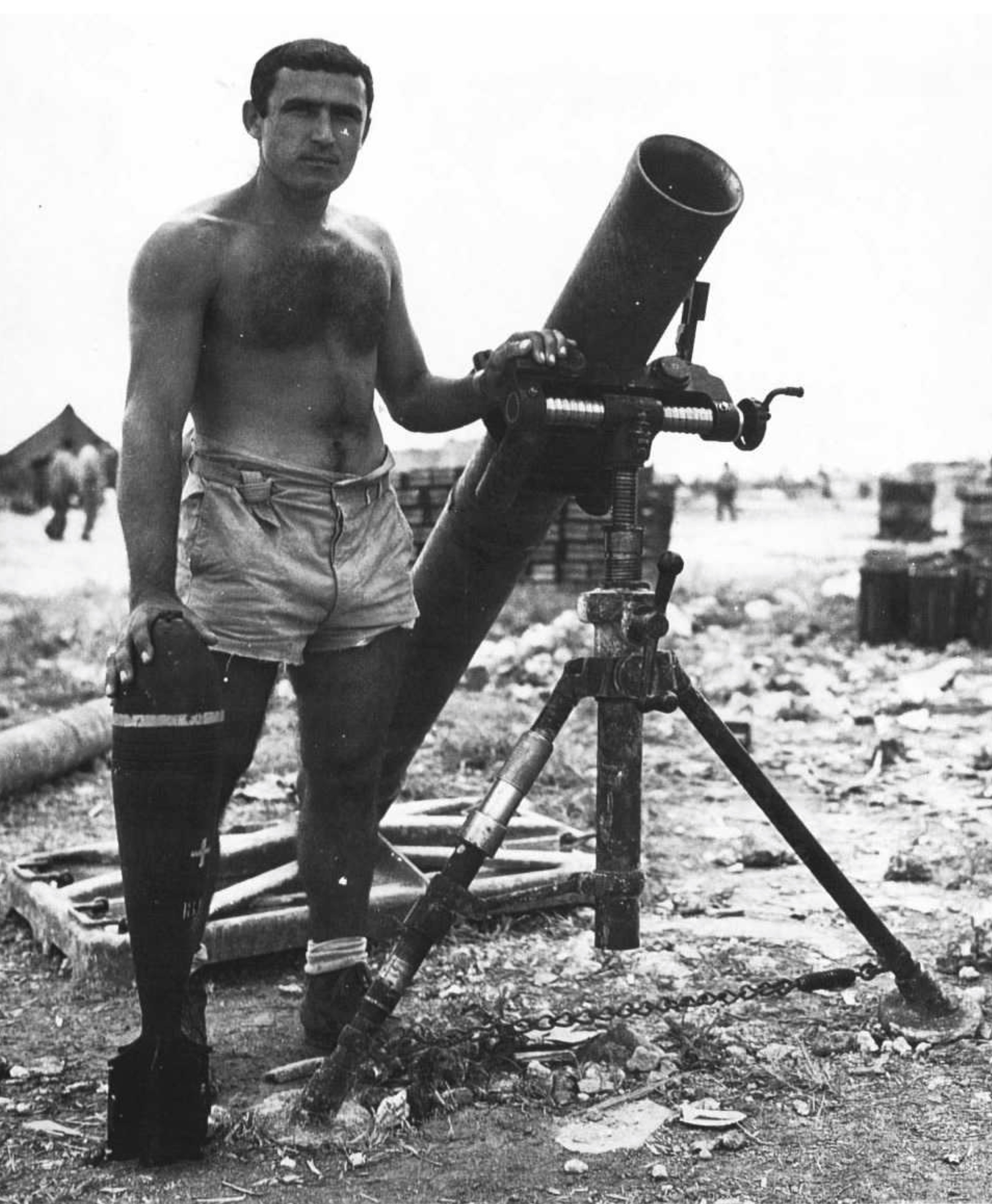
ペリリュー島で捕獲された九七式中迫撃砲(長)。副床板は設置されていない。

本砲は九六式中迫撃砲から駐退復座機を省略して運動性の向上と構造の簡略化を図ったものである。同砲と同じく滑腔砲であり有翼弾を発射する。
1937年（昭和12年）12月設計に着手、翌年二度に亙る試験を行い、「長」「短」の二種を製造することとなり、同年10月には両者の試験を行っている。同様に前作から駐退復座機を割愛して運動性の向上を図った九七式軽迫撃砲と同時期に並行する形で研究され、「短」は1941年（昭和16年）1月、「長」は同年4月に実用に適すると認められ、1942年（昭和17年）6月に制式制定された。「長」は九七式軽迫撃砲と同様に必要に応じて木製の大型副床板を鋼製の本床板の下に敷く形となっている。この木製副床板の重量は370kgに及び、「長」の総重量は九六式中迫撃砲とほとんど変わらなかった。
なお、本砲「短」より更に床板を小さくし、砲身を短くして、短射程を忍び軽量化した試製九九式短中迫撃砲が試作されたが制式制定はなされずに終わった。砲身長1215mm、放列砲車重量152kgで射程は770mと、九九式小迫撃砲や擲弾筒に近い兵器だった。
九七式軽迫撃砲は墜発のみであるが、本砲は九六式中迫撃砲同様、墜発、撃発のどちらも可能とされている。実質的な後継砲である二式十二糎迫撃砲もまた同様であった。
大阪造兵廠第一製造所の調査によると1942年（昭和17年）10月現在までの生産数（火砲製造完成数）は171門であった。その後は後継砲である二式十二糎迫撃砲の生産に移行した。

## 構造
本砲の主要部は砲身、連結架、方向照準機、高低照準機、脚、照準具、床板からなっており各部の大まかな構造は以下のようになっている。
砲身
砲身の主要部は砲身体と砲尾体の２点からなっており､砲身体と砲尾体はそれぞれの後端と前端に刻まれたネジによって結合される。
砲身体は前方に連結架の取付部が設けられており､砲尾体は砲弾を発射するための機構である撃発機と床板と結合するための球頭部を有している。撃発機は撃針、撃針準桿、安全筒等からなっており､安全筒は本砲の安全装置の役割を成すと共に､備えられているつまみを回す事で安全、撃発､墜発の切換ができる。
連結架
連結架は砲身前方の取付部に取付けられ､下部に2本の緩衝機を砲身と並行に取付けられるようになっている。
緩衝機は発射時に照準機や照準具に掛かる衝撃を緩和する役割をもつ共に､方向照準機と連結架を接続する。
方向照準機
方向照準機は誘導ネジ託架により連結架と連なり､且つ高低照準機の昇降ネジに対して砲の方向移動を行うものであり､その主要部は誘導ネジ、誘導雌ネジ、誘導ネジ託架、ハンドルからなる。誘導ネジ託架の中央には緩衝機を通すための孔が二つあり､左側にはハンドルと照準具の取付部を備える。また誘導雌ネジによって高低照準機と接続される。
高低照準機および脚
高低照準機は砲の昇降移動を行う物で､その主要部は昇降ネジ（甲、乙）、歯車室、起動歯車、伝導歯車、ハンドル、締ネジよりなる。
昇降ネジは上部が締ネジによって方向照準機の誘導雌ネジと接続されておりハンドルの操作によって砲を昇降させる。また高低照準機下部には開閉式の2本の「脚」が接続されている。
照準具
照準具は砲に射角、射向の付与を行うために使用されるもので､本体と眼鏡部よりなり､眼鏡は倍率3倍のＬ型眼鏡となっている。
照準具は方向照準機の左側にある取付け部に装着される。
床板
床板は砲尾体と接続されてこれを支えるもので､本体と木製の副床板からなる。
床板本体は鋼鉄製で中央に砲尾受をもち､左右に各2個ずつの提げ手をもつ。
副床板は甲、乙、丙の三つの受台、連結板、杭などからなり､使用の際は受台を連結板により繋いだあとに四隅を杭で止め、その上に床板本体を設置してボルト止めする事で本体の安定を保持する。